# 中一光学
中一光学（沈阳中一光学电子有限公司）是一家中国大陆的光学生产企业，前身为中日合资沈阳美德康公司（Mitakon）。主要产品有用于135规格单反、数码无反以及安防监控用途镜头产品。
其自2010年起推出的手动对焦单反镜头因为“中国产”身份和不俗的质量而受到摄影爱好者关注。其于2012年发布的超大光圈镜头SPEEDMASTER 35mm F0.95加深了受众印象，而2014年发布的SPEEDMASTER 50mm F0.95抓住了FE规格镜头的空缺，甚至引起了诸如DPReview等摄影器材媒体的关注。

## 产品
单反用镜头
- SPEEDMASTER 85mm F1.2
- CREATOR 35mm F2
- CREATOR 85mm F2
- CREATOR 135mm F2.8

无反用镜头
- SPEEDMASTER 50mm F0.95 — 索尼E卡口，可覆盖135全画幅
- SPEEDMASTER 35mm F0.95 — 索尼E卡口、富士FX口、微4/3卡口
- FREEWALKER 24mm F1.7
- FREEWALKER 42.5mm F1.2

其他
- 减焦镜 （Lens Turbo）[3] — 后口适配索尼E卡口、富士FX口、微4/3卡口

## 评价与反响
- 有评论指出中一现在没有完善的富有竞争力的镜头产品体系，且镜头产品细节处还有加强的空间
- 因常有用户错认其商标为“沈阳一中”，于是在网络恶搞文化推动下，中一被戏称为“校办厂”。